# Diamond League Shanghai 2024
Die Yangtze Delta Athletics Diamond Gala 2024 war eine Leichtathletik-Veranstaltung, die am 27. April im Suzhou Olympic Sports Centre Stadium im chinesischen Suzhou stattfand und Teil der Diamond League war. Es war dies das zweite Meeting der Diamond League.

## Ergebnisse

### Männer

#### 100 m
| Platz | Athlet            | Land | Zeit (s)  |
| ----- | ----------------- | ---- | --------- |
| 1     | Akani Simbine     | RSA  | 10,01 =SB |
| 2     | Christian Coleman | USA  | 10,04 SB  |
| 3     | Fred Kerley       | USA  | 10,11     |
| 4     | Emmanuel Eseme    | CMR  | 10,17     |
| 5     | Ackeem Blake      | JAM  | 10,23     |
| 6     | Rohan Watson      | JAM  | 10,29     |
| 7     | Brandon Carnes    | USA  | 10,35     |
| 8     | Yoshihide Kiryū   | JPN  | 10,37 SB  |
| 9     | Chen Guanfeng     | CHN  | 10,47 SB  |

Wind: −0,1 m/s

#### 800 m
| Platz | Athlet                       | Land | Zeit (min) |
| ----- | ---------------------------- | ---- | ---------- |
| 1     | Slimane Moula                | ALG  | 1:44,55 SB |
| 2     | Wyclife Kinyamal             | KEN  | 1:44,88    |
| 3     | Clayton Murphy               | USA  | 1:45,18 SB |
| 4     | Abdelati el-Guesse           | MAR  | 1:45,35    |
| 5     | Ethan Hussey                 | GBR  | 1:45,55 SB |
| 6     | Andreas Kramer               | SWE  | 1:45,92    |
| 7     | Mark English                 | IRL  | 1:46,47 SB |
| 8     | Ermias Girma                 | ETH  | 1:46,59 SB |
| 9     | Elias Ngeny                  | KEN  | 1:46,98    |
| 10    | Ngeno Kipngetich             | KEN  | 1:47,09    |
| 11    | Tshepiso Masalela            | BOT  | 1:47,27    |
|       | Patryk Sieradzki (Pacemaker) | POL  | DNF        |

#### 5000 m
| Platz                      | Athlet                | Land | Zeit (min)     |
| -------------------------- | --------------------- | ---- | -------------- |
| 1                          | Selemon Barega        | ETH  | 12:55,68 MR SB |
| 2                          | Biniam Mehary         | ETH  | 12:56,37 SB    |
| 3                          | Benson Kiplangat      | KEN  | 12:58,78 PB    |
| 4                          | Kuma Girma            | ETH  | 13:03,45 SB    |
| 5                          | Samwel Chebolei Masai | KEN  | 13:04,00       |
| 6                          | Mike Foppen           | NED  | 13:16,58       |
| 7                          | Morgan McDonald       | AUS  | 13:18,65       |
| 8                          | Nibret Kinde          | ETH  | 13:18,97 SB    |
| 9                          | Jack Rayner           | AUS  | 13:19,57       |
| 10                         | Bastien Augusto       | FRA  | 13:19,79       |
| 11                         | Nibret Melak          | ETH  | 13:20,11 SB    |
| 12                         | Sam Parsons           | GER  | 13:20,30       |
| 13                         | Brian Fay             | IRL  | 13:25,37       |
| 14                         | Dan Kibet             | UGA  | 13:31,64       |
|                            | Mohamed Abdilaahi     | GER  | DNF            |
| Mounir Akbache (Pacemaker) | FRA                   | DNF  |                |
| Callum Davies (Pacemaker)  | AUS                   | DNF  |                |
| Ronald Kwemoi              | KEN                   | DNF  |                |
| Kieran Tuntivate           | THA                   | DNF  |                |

#### 110 m Hürden
| Platz | Athletin         | Land | Zeit (s) |
| ----- | ---------------- | ---- | -------- |
| 1     | Daniel Roberts   | USA  | 13,12    |
| 2     | Shunsuke Izumiya | JPN  | 13,23    |
| 3     | Hansle Parchment | JAM  | 13,26 SB |
| 4     | Cordell Tinch    | USA  | 13,26    |
| 5     | Eric Edwards     | USA  | 13,37    |
| 6     | Xu Zhuoyi        | CHN  | 13,43 SB |
| 7     | Zhu Shenglong    | CHN  | 13,45 SB |
| 8     | Jamal Britt      | USA  | 13,58 SB |

Wind: +0,8 m/s

#### Hochsprung
| Platz | Athlet             | Land | Höhe (m) |
| ----- | ------------------ | ---- | -------- |
| 1     | Hamish Kerr        | NZL  | 2,31     |
| 2     | Mutaz Essa Barshim | QAT  | 2,29 SB  |
| 3     | Vernon Turner      | USA  | 2,27 SB  |
| 4     | Thomas Carmoy      | BEL  | 2,24 SB  |
| 5     | Shelby McEwen      | JPN  | 2,24     |
| 5     | Wang Zhen          | CHN  | 2,24 =SB |
| 7     | Tomohiro Shinno    | JPN  | 2,24     |
| 8     | Christoff Bryan    | JAM  | 2,16     |
| 9     | Douwe Amels        | NED  | 2,12     |
| 10    | Tobias Potye       | GER  | 2,12     |
|       | Joel Baden         | AUS  | NMH      |

#### Stabhochsprung
| Platz | Athlet               | Land | Höhe (m) |
| ----- | -------------------- | ---- | -------- |
| 1     | Armand Duplantis     | SWE  | 6,00 MR  |
| 2     | Ben Broeders         | BEL  | 5,82 SB  |
| 2     | Sam Kendricks        | USA  | 5,82     |
| 4     | Jacob Wooten         | USA  | 5,72     |
| 5     | Huang Bokai          | CHN  | 5,72 =SB |
| 6     | Christopher Nilsen   | USA  | 5,72     |
| 7     | Austin Miller        | USA  | 5,62     |
| 8     | Yao Jie              | CHN  | 5,42     |
| 9     | Bo Kanda Lita Baehre | GER  | 5,42     |
|       | Zhong Tao            | CHN  | NMH      |

#### Weitsprung
| Platz | Athlet           | Land | Weite (m) |
| ----- | ---------------- | ---- | --------- |
| 1     | Marquis Dendy    | USA  | 8,05 =SB  |
| 2     | Wang Jianan      | CHN  | 8,04 SB   |
| 3     | Shi Yuhao        | CHN  | 7,99      |
| 4     | Carey McLeod     | JAM  | 7,93      |
| 5     | Mattia Furlani   | ITA  | 7,88      |
| 6     | William Williams | USA  | 7,75      |
| 7     | Jarrion Lawson   | USA  | 7,74      |
| 8     | Lin Yu-tang      | TPE  | 7,63 SB   |
| 9     | Tajay Gayle      | JAM  | 7,56      |
| 10    | LaQuan Nairn     | BAH  | 7,48      |

### Frauen

#### 200 m
| Platz | Athletin             | Land | Zeit (s) |
| ----- | -------------------- | ---- | -------- |
| 1     | Daryll Neita         | GBR  | 22,62 SB |
| 2     | Anavia Battle        | USA  | 22,99    |
| 3     | Sha’Carri Richardson | USA  | 23,11    |
| 4     | Tamara Clark         | USA  | 23,13    |
| 5     | Mujinga Kambundji    | SUI  | 23,21 SB |
| 6     | Anthonique Strachan  | BAH  | 23,35 SB |
| 7     | Twanisha Terry       | USA  | 23,37    |
| 8     | Caisja Chandler      | USA  | 23,66 SB |

#### 400 m
| Platz | Athletin                | Land | Zeit (s) |
| ----- | ----------------------- | ---- | -------- |
| 1     | Marileidy Paulino       | DOM  | 50,89    |
| 2     | Talitha Diggs           | USA  | 51,77    |
| 3     | Sada Williams           | BAR  | 52,00    |
| 4     | Kaylin Whitney          | USA  | 52,55    |
| 5     | Aliyah Abrams           | GUY  | 53,04    |
| 6     | Stephenie Ann McPherson | JAM  | 53,75 SB |
| 7     | Evelis Aguilar          | COL  | 53,81    |
| 8     | Haruna Kuboyama         | COL  | 54,47    |

#### 100 m Hürden
| Platz | Athletin              | Land | Zeit (s) |
| ----- | --------------------- | ---- | -------- |
| 1     | Jasmine Camacho-Quinn | PUR  | 12,63    |
| 2     | Devynne Charlton      | BAH  | 12,64    |
| 3     | Danielle Williams     | JAM  | 12,74    |
| 4     | Masai Russell         | USA  | 12,76    |
| 5     | Alaysha Johnson       | USA  | 12,78 SB |
| 6     | Ditaji Kambundji      | SUI  | 12,81    |
| 7     | Megan Tapper          | JAM  | 12,83 SB |
| 8     | Wu Yanni              | CHN  | 13,15    |
| 9     | Tobi Amusan           | NGR  | DSQ      |

Wind: +0,3 m/s

#### 3000 m Hindernis
| Platz       | Athletin                    | Land | Zeit (min) |
| ----------- | --------------------------- | ---- | ---------- |
| 1           | Beatrice Chepkoech          | KEN  | 9:07,36    |
| 2           | Peruth Chemutai             | UGA  | 9:15,46    |
| 3           | Gesa Felicitas Krause       | GER  | 9:16,24 SB |
| 4           | Sembo Almayew               | ETH  | 9:19,14 SB |
| 5           | Gabrielle Jennings          | USA  | 9:19,59 PB |
| 6           | Lomi Muleta                 | ETH  | 9:24,39    |
| 7           | Daisy Jepkemei              | KAZ  | 9:25,10 SB |
| 8           | Stella Rutto                | ROU  | 9:25,31 PB |
| 9           | Regan Yee                   | CAN  | 9:26,12 SB |
| 10          | Frehiwot Gesese             | ETH  | 9:27,64    |
| 11          | Cara Feain-Ryan             | AUS  | 9:31,68 SB |
| 12          | Jackline Chepkoech          | KEN  | 9:32,46    |
| 13          | Adva Cohen                  | ISR  | 9:36,83    |
| 14          | Aude Clavier                | FRA  | 9:38,53    |
| 15          | Xu Shuangshuang             | CHN  | 9:39,83    |
| 16          | Juliane Hvid                | DEN  | 9:49,81 SB |
|             | Fancy Cherono (Pacemakerin) | KEN  | DNF        |
| Emma Coburn | USA                         | DNF  |            |

#### Weitsprung
| Platz | Athletin              | Land | Weite (m) |
| ----- | --------------------- | ---- | --------- |
| 1     | Marthe Koala          | BFA  | 6,68 SB   |
| 2     | Quanesha Burks        | USA  | 6,59      |
| 3     | Milica Gardašević     | SRB  | 6,52      |
| 4     | Xiong Shiqi           | CHN  | 6,51      |
| 5     | Pauline Hondema       | NED  | 6,41      |
| 6     | Khaddi Sagnia         | SWE  | 6,40 SB   |
| 7     | Alina Rotaru-Kottmann | ROU  | 6,36      |
| 8     | Fátima Diame          | ESP  | 6,20      |
| 9     | Brooke Buschkuehl     | AUS  | 6,19      |
| 10    | Eliane Martins        | BRA  | 5,82      |

#### Kugelstoßen
| Platz | Athletin            | Land | Weite (m) |
| ----- | ------------------- | ---- | --------- |
| 1     | Chase Jackson       | USA  | 20,03 SB  |
| 2     | Sarah Mitton        | CAN  | 19,86     |
| 3     | Song Jiayuan        | CHN  | 19,83 SB  |
| 4     | Gong Lijiao         | CHN  | 19,61     |
| 5     | Adelaide Aquilla    | USA  | 19,38 SB  |
| 6     | Maddison-Lee Wesche | NZL  | 19,23     |
| 7     | Magdalyn Ewen       | USA  | 19,16 SB  |
| 8     | Danniel Thomas-Dodd | JAM  | 19,08     |
| 9     | Yemisi Ogunleye     | GER  | 18,52     |
| 10    | Jessica Schilder    | NED  | 17,81     |

#### Speerwurf
| Platz | Athletin         | Land | Weite (m) |
| ----- | ---------------- | ---- | --------- |
| 1     | Haruka Kitaguchi | JPN  | 62,97 SB  |
| 2     | Mackenzie Little | AUS  | 62,12 SB  |
| 3     | Flor Ruíz        | COL  | 60,70 SB  |
| 4     | Maggie Malone    | USA  | 60,47 SB  |
| 5     | Lü Huihui        | CHN  | 60,03     |
| 6     | Elina Tzengko    | GRC  | 59,73 SB  |
| 7     | Tori Peeters     | NZL  | 59,11 SB  |
| 8     | Līna Mūze-Sirmā  | LAT  | 58,51     |
| 9     | Qianqian Dai     | CHN  | 57,49     |
|       | Kathryn Mitchell | AUS  | NM        |